# 藤井帰一郎
藤井 帰一郎（ふじい きいちろう、1860年（万延元年11月） -  1942年（昭和17年）9月18日）は、日本の教育者。現在の秋田県大仙市内小友出身。

## 来歴
内小友村宮林新田村出身で、小松清兵衛の次男。1878年（明治11年）、秋田師範学校の第一期生。郡内（現在の秋田県の市町村）の小学校訓導を歴任し、六郷町本道町の町医者・藤井玄瑞（げんずい）の養子となり、1883年（明治16年）12月、長女タケと結婚。1887年（明治20年）に六郷町上町（かみまち）に分家。
1884年（明治17年）、独立新校舎が建った六郷小学校へ着任し、1889年には校長となった。以来、1922年（大正11年）までの約43年間に県の視学官なども歴任しながら、3度に渡り、六郷小学校の校長を務めた。同時に県教育会の副会長として、県教育の振興に尽くした。友会では岩屋順太郎、熊谷と並ぶ専任講師だった。
新たに入学式と教育規定を制定し、校歌や国旗の保護者会の創設など、県下の教育界をリードする教育実践を展開した。1908年（明治41年）、高等科3年を設け、郡内で初の9年修行を実施した。現在の六郷町の学校教育の基礎を築いた人物である。

## 親族
- 義父・藤井玄瑞は、「ゲンジ」さんと呼ばれていた町医者。六郷町における医者が3代続いた家系。
- 玄瑞の長男で、タケの弟・藤井新八郎は義弟である。新八郎は、のちの六郷町の町長となる。
- 新八郎は、画家の小西正太郎と姻戚関係（義弟）にあたる[3]。
- 藤井達次 - 新八郎の次男。1904年（明治37年）生で、北海道帝国大学農科を卒業後、東京医学歯学専門学校（現・東京医科歯科大学）に進み医師となる。1929年（昭和4年）に秋田女子師範学校（現・秋田大学教育学部）で生物学を講じた。1963年（昭和38年）以降は、男鹿保健所長をつとめた。